# Andornay
Andornay is een gemeente in het Franse departement Haute-Saône (regio Bourgogne-Franche-Comté) en telt 209 inwoners (2011). De plaats maakt deel uit van het arrondissement Lure.

## Geografie
De oppervlakte van Andornay bedraagt 1,5 km², de bevolkingsdichtheid is 139,5 inwoners per km².

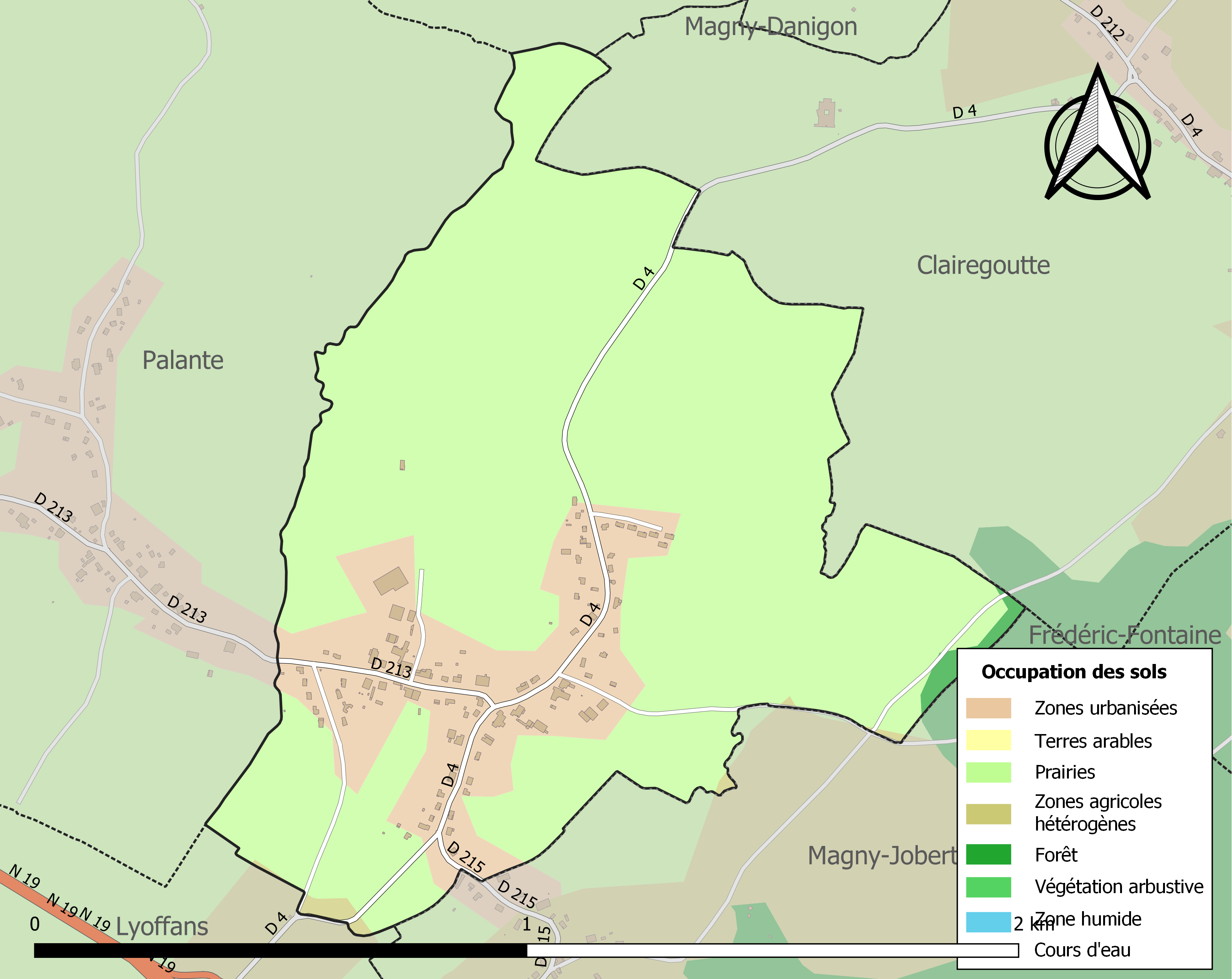
Kaart van de gemeente met de belangrijkste infrastructuur, bodemgebruik en omliggende gemeenten

## Demografie
Onderstaande figuur toont het verloop van het inwonertal (bron: INSEE-tellingen).